# Microsoft Update
Der Microsoft Update Service, kurz Microsoft Update, ist ein Online-Dienst mit angegliederter Webapplikation. Er dient als zentraler Einstiegspunkt für Softwareaktualisierungen (englisch Updates) der gängigen Microsoft-Produktpalette, wie Windows, Office, SQL Server und sonstigen Anwendungen. Die wichtigen Updates enthalten in erster Linie sicherheitskritische Nachbesserungen (engl. patches), oder zeitlich prioritäre Installationen, obwohl sie mitunter auch Lösungen für Programmfehler (engl. bugs) oder erweiterte Funktionalität (sogenannte Upgrades) bereitstellen. Die beiden letztgenannten Aufgaben sind dennoch Schwerpunkte der optionalen Updates.
Diese Updates können entweder von Windows selbsttätig über den (früher eingedeutscht) Automatische Updates und später Windows Update genannten Dienst oder konnten manuell, über den Internet Explorer, von der Seite Microsoft Update heruntergeladen und installiert werden (siehe unten, im Abschnitt Weblinks). Darüber hinaus stehen Schnittstellen zur Verfügung, um alternative Aktualisierungsmethoden zu implementieren.
Alle genannten Varianten verwenden den Windows Update Agent und können kombiniert werden.

## Überblick
Aktuell steht Microsoft Update für die Version 6 des Windows-Update-Systems.
Im Unterschied zum herkömmlichen Windows Update, welches Software-Aktualisierungen für verschiedene Betriebssysteme bereitstellt, weitet diese Website das Angebot auf eine ganze Reihe von verbreiteten Microsoft-Produkte aus. Was über Standardsoftware hinausgeht oder ein älteres Erscheinungsdatum hat, muss wie gehabt von einzelnen Websites, wie beispielsweise „Microsoft Download Center“, „Windows Update-Katalog“ oder „Microsoft Office Online“, besorgt werden.
Microsoft Update erschien erstmals als Beta (Testversion) im März 2005. Eine weitere Version folgte Ende Juli 2005, gleichzeitig mit der Beta 1 von Windows Vista. Zugrundeliegende Idee war es, Aktualisierungen für Standardsoftware (z. B. Windows und Microsoft Office) an einer zentralen Stelle bereitzustellen, so dass die Kunden sie nicht mehr von verschiedenen Microsoft-Produktwebseiten herunterladen müssen.
Seit 2006 hat Microsoft außerdem die Verteilung von Anti-Spyware-Definitions-Updates für Windows Defender zu Microsoft-Update hinzugefügt.

## Windows Update
Windows Update ist ein webbasierter Software-Aktualisierungsdienst für Windows-Betriebssysteme. Der Dienst offeriert herunterladbare Updates für Systemkomponenten, Service Packs, Patches und freie Upgrades für ausgewählte Windows-Komponenten. Die automatische Erkennungsroutine stellt die Hardware des Clients fest und stellt Gerätetreiber-Updates bereit, falls verfügbar. Optional werden Beta-Versionen einiger Microsoft-Programme angeboten.

## Windows-Update-Überblick
Die meisten neuen Patches werden, kurz nachdem sie herausgegeben wurden, auf der Windows-Update-Seite zum Herunterladen bereitgestellt. Alternativ können Updates manuell von der Microsoft-Webseite heruntergeladen werden. Firmen, die in großem Umfang Netzwerk- und Servertechnologie von Microsoft Windows einsetzen, verwenden praktischerweise Windows Server Update Services. Dieses Programm vereinfacht erheblich das Abrufen von Patches und die Verteilung an die einzelnen Client-Geräte.
Die Windows-Update-Webseite erforderte früher den Internet Explorer oder einen Internet-Explorer-Shell-Ersatz, einschließlich ActiveX-Bedienelement. Das Programm griff auf die Skriptsprachen Visual Basic Script und JavaScript zurück. Es ist (oder war) kompatibel mit dem Netscape Navigator 8.0, der für diese spezielle Website die Internet-Explorer-Rendering-Engine verwendet(e). Firefox und andere Browser können die Windows-Update-Seite nicht direkt nutzen, sondern nur mit Hilfe der Erweiterung namens IE Tab, welche den Internet Explorer in einem zugehörigen (beispielsweise Firefox-)Tab darstellt.
Der Windows-Update-Katalog dagegen kann seit Herbst 2016 nicht mehr nur mit Internet Explorer, sondern mit jedem beliebigen Browser genutzt werden.

## Geschichte
Die Windows-Update-Website startete gleichzeitig mit Windows 98. Seitdem durchlief sie eine Reihe von Änderungen.
Ende 2004 präsentierte Microsoft Version 5 von Windows-Updates für Windows XP. Es enthielt Service-Pack 2 (SP2) und etliche größere Veränderungen des Update-Programms. Nutzer ohne Breitband-Internetzugang konnten eine CD des XP-Service-Packs 2 von der Microsoft-Webseite bestellen. Während diese CD seinerzeit kostenlos war, erhob Microsoft später geringe Gebühren für den Versand. Nach abgeschlossener Installation von SP2 wurde damals empfohlen, insbesondere für Internet-Benutzer, von der Windows-Update-Website die neuesten Sicherheitsupdates nachzuladen.
Seit Juli 2005 (Windows XP und Windows Server 2003) verwendet Microsoft das Windows-Genuine-Advantage-Programm (WGA), um die Lizenzvereinbarung (EULA) zum Aktualisierungszeitpunkt geltend zu machen. Es überprüft, ob Windows mit einer gültigen Lizenz betrieben wird. Ist dies nicht der Fall, können nicht-kritische Sicherheitsupdates nicht mehr abgerufen werden.

### Entwicklung seit Windows Vista
Seit Vista ist die gesamte Funktionalität der Windows-Update-Webseite in ein neues Systemsteuerungs-Panel integriert. Darüber hinaus ist Windows Update eine Voraussetzung für den Empfang von Definitions-Updates für Vistas Anti-Spyware-Produkt Windows Defender, genauso wie von Updates für den Spam-Mail-Filter von Windows Mail. Über Windows Update wird außerdem zusätzliche Software für Nutzer der Ultimate-Edition von Windows Vista und Windows 7 angeboten.
Behalten die Nutzer die Standardeinstellungen von Windows Update bei, so haben sie das automatische Update eingeschaltet, führen die aktuelle Version des Internet Explorers aus und haben die neuesten Patches ihres Betriebssystems installiert.

### Neues Update-Modell für Windows 7 und neuer
Mit Windows 10 hat Microsoft in den Home-Versionen die Update-Funktionalität in der Form umgerüstet, dass der Benutzer nicht mehr jedes einzelne Update zur Installation auswählen oder ablehnen kann. Stattdessen kann er nur noch den Installationszeitpunkt bestimmen. Außerdem veröffentlicht Microsoft für Windows 10 nicht mehr die einzelnen Updates, sondern nur noch ein einziges, monatliches „Update-Rollup“. Dieses enthält alle Updates, die seit Veröffentlichung des Betriebssystems erschienen sind. Auf diese Art wird der Fragmentierung der unterschiedlichen Versionsstände entgegengewirkt, was den Wartungsaufwand für den Hersteller verringert und so zudem eine höhere Codequalität ermöglicht. Je nach vorigem Update-Stand des Systems ist der Download des aktuellen Update-Rollups kleiner oder größer.
Seit Herbst 2016 verwendet Microsoft nicht mehr nur für Windows 10, sondern auch für Windows 7 und Windows 8 das Modell der monatlichen Rollups. Dies hat für den Nutzer u. a. den Vorteil, dass Updates schneller installiert werden: Nach einer Neuinstallation müssen jetzt nicht mehr hunderte einzelne Updates installiert werden. Stattdessen ist nur noch das aktuelle Rollup zu installieren.
Seinen früheren Ankündigungen entsprechend veröffentlicht Microsoft seit Herbst 2016 neben den monatlichen Rollups, die am zweiten Dienstag jedes Monats erscheinen, ebenfalls sog. „Rollup-Vorschauen“. Diese am dritten Dienstag des Monats erscheinenden Updates sind als optional eingestufte Beta-Versionen der für den nächsten Monat geplanten Rollups. Mit dem Ende des regulären Supports für Windows 7 und Windows Server 2008 R2 wurden die Vorschau-Rollups eingestellt. Die Rollups des Extended Support erscheinen aber noch bis 2023 monatlich.